# Infanterieschietkamp
Het Infanterieschietkamp (I.S.K.) op de Legerplaats Harskamp werd op 1 september 1899 in gebruik genomen. Op het terrein bevindt zich een oefendorp (Oostdorp), waar militaire situaties kunnen worden nagebootst. In het luchtruim boven het schietkamp bevindt zich het beperkingsgebied EHR 9. Dit is een vijfhoekig gebied met een diameter van ongeveer 7 km en het reikt tot 5600 voet (1707 m) boven de grond. Dit gebied is doordeweeks meestal actief. Vliegverkeer in het gebied is gedurende deze momenten niet toegestaan.